# Архипелаг Минган

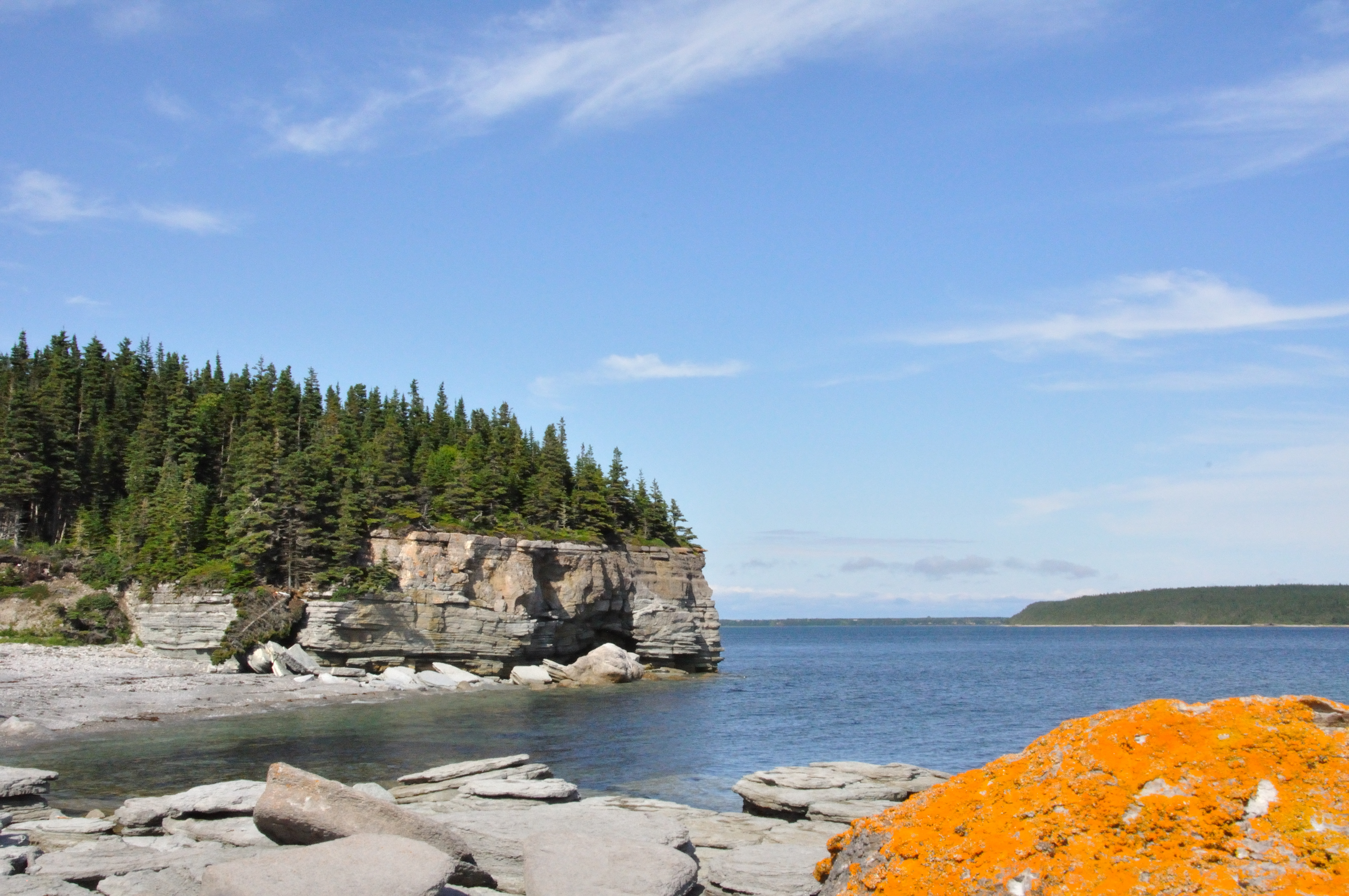

Национальная парковая резервация архипелаг Минган (англ. Mingan Archipelago National Park Reserve ; фр. Réserve de parc national de l'Archipel-de-Mingan ) — национальный парк Канады, расположенный на островах в северной части залива Святого Лаврентия в канадской провинции Квебек.
Парк состоит из сорока исвестняковых островов и островков и из более чем тысячи гранитных островков и рифов, протянувшихся вдоль северного берега залива на 150 км на расстоянии примерно 3,5 км от берега. Гроты, утёсы и монолиты различных форм, цветов и размеров можно увидеть на островах архипелага.
Топография архипелага связана с его геологической историей, он не один раз опускался и поднимался над поверхностью моря. Во время последнего ледникового периода архипелаг был покрыт ледяной шапкой толщиной 2,5 км. Когда ледники растаяли, уровень океана поднялся и острова оказались под 85-метровым слоем воды. Очень медленно острова начали подниматься и примерно 7 тысяч лет назад они появились на поверхности. Постепенно известняковое плато разрушалось, образуя уникальный природный ландшафт.
На южной стороне островов существует сложная система арок и гротов, имеющая огромное научное значение. В них лежат окаменелые остатки более чем 200 морских организмов. Здесь же и наибольшая концентрация монолитов в Канаде, созданные из ломких скал более чем 450 миллионов лет назад, они по-прежнему разрушаются волнами, ветрами и штормами. Северная сторона островов на протяжении 45 километров круто обрывается к морю, образуя утёсы высотой до 15 метров, в то время как рельеф внутренней части островов более пологий.

## Флора
Природа характеризуется суровостью и разнообразием. Встречаются торфяные и солёные болота, хвойные леса. На столь маленькой площади в 150 км² произрастает более чем 450 разновидностей растений, включая 100 редких, исчезающих и не характерных для данной полосы. К примеру чертополох Минган — арктическое альпийское растение, в Восточной Канаде найдено только 200 растений и все они найдены в парке. Несмотря на очень суровые погодные условия многие растения демонстрируют поразительную выживаемость. Камнеломки сумели прикрепиться к крошечным трещинкам крутых утесов. Мертензия приморская, имеющая голубые цветки, защищает свои листья от соли и солнца с помощью пыльцы.

## Фауна
Прибрежные воды архипелага богаты планктоном и рыбой, поэтому здесь можно увидеть не только дельфинов и тюленей, но и 9 видов китов. Малые полосатики плавают группами от двух до пяти китов возле побережья, а более крупные синие, горбатые киты и финвалы предпочитают более глубокие воды.
На территории парка водятся и сухопутные животные — бобры, выдры, ондатры, ласки, белки, рыжие лисицы, летучие мыши и грызуны.
В парке также гнездится около 200 разновидностей птиц. Атлантический тупик с его подпрыгивающей головой и ярким цветным клювом является наиболее ярким представителем птичьего царства. На побережье и прибрежных скалах гнездятся чайки, крачки, чёрные кайры и гаги. Лесные птицы представлены певчими птицами, воробьями и куликами. В зимнее время архипелаг становится важным местом обитания для уток.
Парк посещает около 30 тысяч посетителей ежегодно. К их услугам морские прогулки, во время которых можно наблюдать как за дельфинами и китами, так и за морскими птицами. Так как расстояния между островами небольшие, то в хорошую погоду есть возможность совершать и байдарочные экскурсии. На шести островах имеются кемпинги.